# Марія Анна (ерцгерцогиня)
Ерцгерцогиня Марія Анна Австрійська (нім. Maria Anna von Österreich, повне ім'я Марія Анна Йозефа Антонія Йоганна Габсбург-Лотаринзька, нім. Maria Anna Josepha Antonia Johanna von Habsburg-Lothringen; 6 жовтня 1738 — 19 листопада 1789) — ерцгерцогиня Австрійська, донька імператора Священної Римської імперії Франца I Стефана та імператриці Марії-Терезії, настоятелька закладу для шляхетних дівчат у Празі, згодом оселилася поблизу монастиря у Клагенфурті. Художниця, нумізмат, письменниця, меценатка. Почесний член Віденської Академії образотворчих мистецтв та член Флорентійської Академії мистецтв. Залишила значне за обсягом і розмаїттям листування, колекції мінералів та комах.

## Біографія
Марія Анна народилася 6 жовтня 1738 у Гофбурзькому імперському палаці у Відні, в центрі потужної Австрійської імперії. Вона була другою дитиною та другою донькою в сім'ї великого герцога Тоскани Франца I та його дружини Марії-Терезії Австрійської. Наступного дня відбулися хрестини, новонароджену нарекли Марія Анна Йозефа, згодом її зазвичай звали Маріанна.
У родині вже підростала донька Марія Єлизавета. За наступні роки сім'я поповнилася ще чотирнадцятьма дітьми. Дорослого віку, однак, досягли не всі.
Кожна дитина Марії-Терезії від народження мала свій двір, на чолі з гувернером чи вихователькою, інструкції яким надавала безпосередньо матір. Освітою Маріанни займалася графиня Берлуптова. До штату входили також фрейліна, три покоївки та лакей. Виховання спиралося на розвиток благочестя, слухняності та дисципліни. Велика увага приділялась здоров'ю харчуванню, особистій гігієні та вправам на свіжому повітрі, що було досить прогресивно для того часу. І все ж дівча росло кволим та ослабленим.
Здібностей до гуманітарних наук принцеса не мала, однак, чудово співала, танцювала, грала в домашньому театрі, малювала аквареллю та креслила. До того ж багато читала, займалася фізикою, механікою, ботанікою, хімією. Дівчина була дуже близькою до батька. Приставши на його пропозицію, працювала із ним над нумізматичними та мінералогічними колекціями. Таким чином, Маріанна отримала більш «чоловічу освіту», і скоро її почали називати «вчена ерцгерцогиня».
Матір приділяла Маріанна менше уваги, ніж іншим дітям. Особливо привілейованим становищем у Марії-Терезії користувалися старший син Йозеф, як майбутній спадкоємець престолу, та донька Марія Христина.
1757 року Маріанна захворіла на пневмонію і була при смерті. Однак, видужала, хоча все наступне життя мала проблеми з диханням. Хвороба спричинила зростання кісток хребта, від чого на спині дівчини утворився горб. Все це не давало високих шансів для шлюбу, тож вона заглибилася у вивчення улюблених механіки та ботаніки. Теплі відносини з батьком від цього ще зміцніли.
1765-го молодший брат Леопольд брав шлюб у Інсбруку з іспанською інфантою Марією Луїзою. Сім'я по дорозі до місця святкування зупинилася у невеличкому місті Клагенфурт, де Маріанна відвідала місцевий монастир Святої Єлизавети. Черниці прохали не залишити їхню обитель благодійництвом, в цей час у Маріанни вислизнула пластина, що мала закривати горб. Однак, вона не почула жодної насмішки. Це дуже сподобалося ерцгерцогині, що вже тривалий час страждала від образ з цього приводу.
За два тижні після весілля Леопольда, їхній батько помер від інсульту. Після його раптової смерті, Маріанна шукала усамітнення і вела аскетичний спосіб життя, зосередившись на систематичній науковій діяльності.
Марія-Терезія, вирішивши забезпечити майбутнє дітей, зайнялась їхньою долею. Оскільки потенційних наречених для Маріанни не було, 2 лютого 1766 матір призначила її на посаду настоятельки закладу для шляхетних дівчат у Празі, з окладом у 80000 флоринів на рік. Прагу дівчина не відвідувала, посилаючись на слабке здоров'я, та гроші давали їй можливість вести незалежне життя. Однак, вона не полишала надії оселитися в Клагенфурті. Матір, після тривалих умовлянь, з нею згодилася та віддала наказ про будівництво невеличкого замку в передмісті Клагенфурту. Розробляв план придворний архітектор Ніколо Пакассі, моделлю слугував віденський палац Гетцендорф.
1767-го ерцгерцогиню було прийнято до Віденської Академії образотворчих мистецтв, а 1769 — до Флорентійської Академії мистецтв.
Марія Анна товаришувала із відомим мінералогом того часу Ігнацієм фон Борном. Вона надавала йому фінансової підтримки та призначила своїм учителем.
У Клагенфурті Маріанна змогла оселитися у квітні 1781.
Пізніше вона відмовилася від позиції Праги й стала ігуменею в Клагенфурті з меншим положенням. 1771 року у неї був палац, побудований в Клагенфурті, була вона жила з 1780 року. Поруч зі своєю молодшою сестрою Марією Єлизаветою, вона жила разом в монастирів до смерті.
Також Марія Анна була досить відхилена від імператорської сім'ї. В неї були погані відносини з братами та сестрами. Марія Анна була улюбленицею свого батька і розділяла його інтерес до науки. Вона доповнювала і закінчила колекцію монет батька, написала книгу про політику своєї матері, проводила експерименти в галузі хімії та фізики, малювала, фінансувала соціальні проєкти, археологічні ексгумації, допомагала фінансово художникам і вченим. Її наставником був Ігнац фон Борн. Вона не любила проводити час у вищому суспільстві, тому що її наукові інтереси вважався непридатним для її статі, але її високо оцінила наукова еліта того часу і світ мистецтва.
У 1788 році, у Маріанни погіршилося здоров'я, відновилися проблеми з диханням і вона померла 19 листопада 1789.